# Aleksandr Il'ič Lejpunskij
Aleksandr Il'ič Lejpunskij (in russo Александр Ильич Лейпунский?; Dragli, 7 dicembre 1903 – Obninsk, 14 agosto 1972) è stato un fisico e ingegnere sovietico.

## Biografia

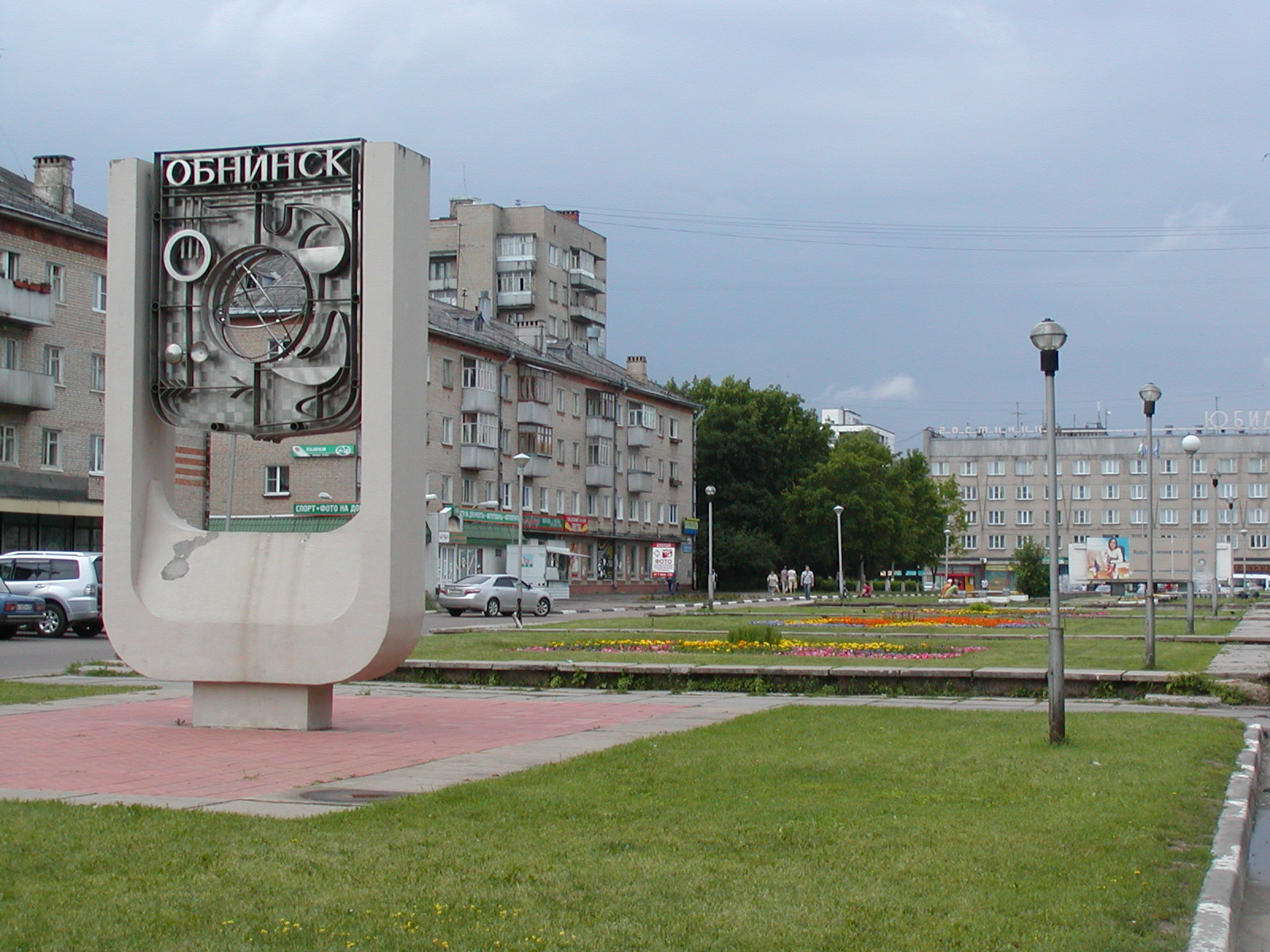
La via a Obninsk che oggi ne porta il nome

Nacque da una famiglia ebrea nel villaggio di Dragli, nei pressi di Sokal', nell'allora Gubernija di Sokal' nei pressi di Hrodna. Nel 1918 si diploma in meccanica presso il Collegio di Rybinsk, mentre nel 1926 si laurea in fisica e ingegneria meccanica all'Istituto politecnico di Leningrado.  Tra il luglio e l'agosto 1928 inizia a lavorare presso l'Istituto di fisica e tecnica di Leningrado, dove, insieme ad altri membri giovani compie un viaggio in Germania grazie ai fondi ottenuti dalla General Electric. Al ritorno si trasferisce a Char'kov all'Istituto di Fisica e Tecnologia originariamente come "fisico senior con le funzioni di direttore aggiunto," e dal 1933 come direttore. A metà del 1931 i primi risultati scientifici ed organizzativi indirizzarono il lavoro dell'Istituto verso la ricerca nucleare contemporaneo come quello dell'Istituto di Via Panisperna a Roma, con la preparazione della necessaria attrezzatura sperimentale. Questo gli permise, nel 1932, insieme ad Anton Karlovič Val'ter, Kirill Dmitrievič Sinel'nikov e Georgij Dmitrievič Latyšev di effettuare insieme ad altri scienziati, per la prima volta in Unione Sovietica, la fissione nucleare del litio mediante protoni accelerati artificialmente, e di partecipare nel 1934 presso il Laboratorio Cavendish con Rutherford alla prima prova sperimentale dell'esistenza del neutrino, misurando lo spettro di energia del nucleo di rinculo nel decadimento beta.
Nel 1937 venne espulso dal PCUS per favoreggiamento nei confronti di nemici del popolo, per cui fu destituito dall'incarico di direttore all'Istituto di Char'kov, arrestato il 14 giugno 1938 e detenuto a Kiev fino alla scadenza l'8 agosto 1938 delle indagini per mancanza delle prove sufficienti per istituire il processo (A. Weisberg e Houtermans testimoniarono a suo favore presso l'NKVD).
Quindi si dedica con successo alla valutazione quantitativa dei parametri critici della reazione nucleare a catena che coinvolge isotopi di uranio, per cui, nel 1941, si trasferisce all'Istituto di Fisica e Matematica dell'Accademia ucraina delle Scienze a Kiev, fino al 1944, quando ne istituisce il Dipartimento di Fisica Nucleare. Viene allora nominato fino al 1949 preside della neonata Facoltà di fisica e tecnica dell'Istituto di meccanica di Mosca durante i quali, nel 1946, viene anche reintegrato nel partito: in quell'anno si trasferì nuovamente all'Istituto di Fisica e Ingegneria di Obninsk dove dall'anno successivo fu supervisore di un programma sui reattori nucleari veloci. Fu durante questo periodo che concepì il reattore nucleare al piombo che verrà impiegato sull'innovativo K-27 sotto forma di reattore intermedio cioè con spettro neutronico tra i 0,025 e i 1000 eV. Nel 1959 venne nominato direttore di ricerca dell'Istituto, che dal 1996 porta il suo nome.

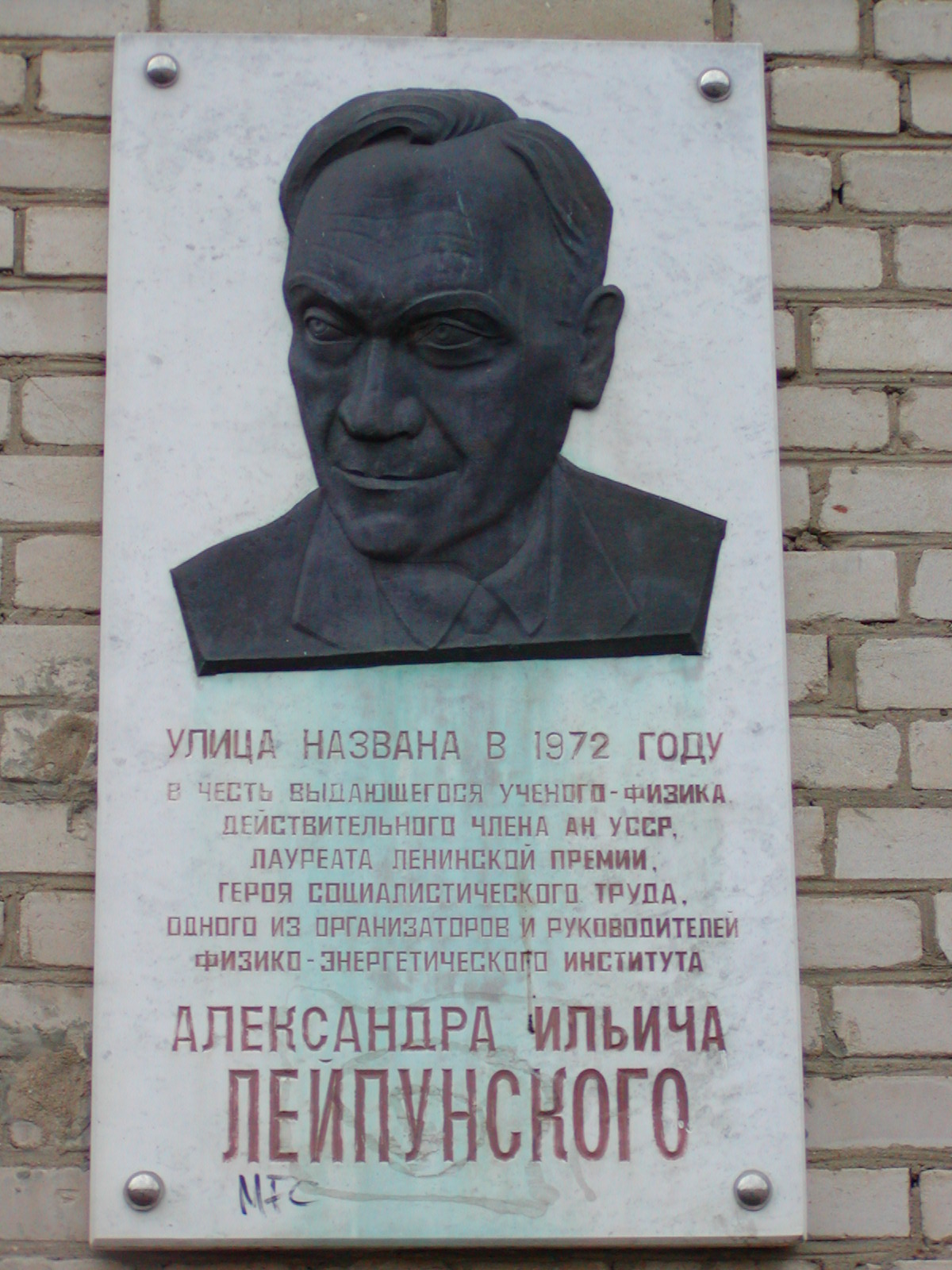
Targa commemorativa posta sulla casa in via Lejpunskij

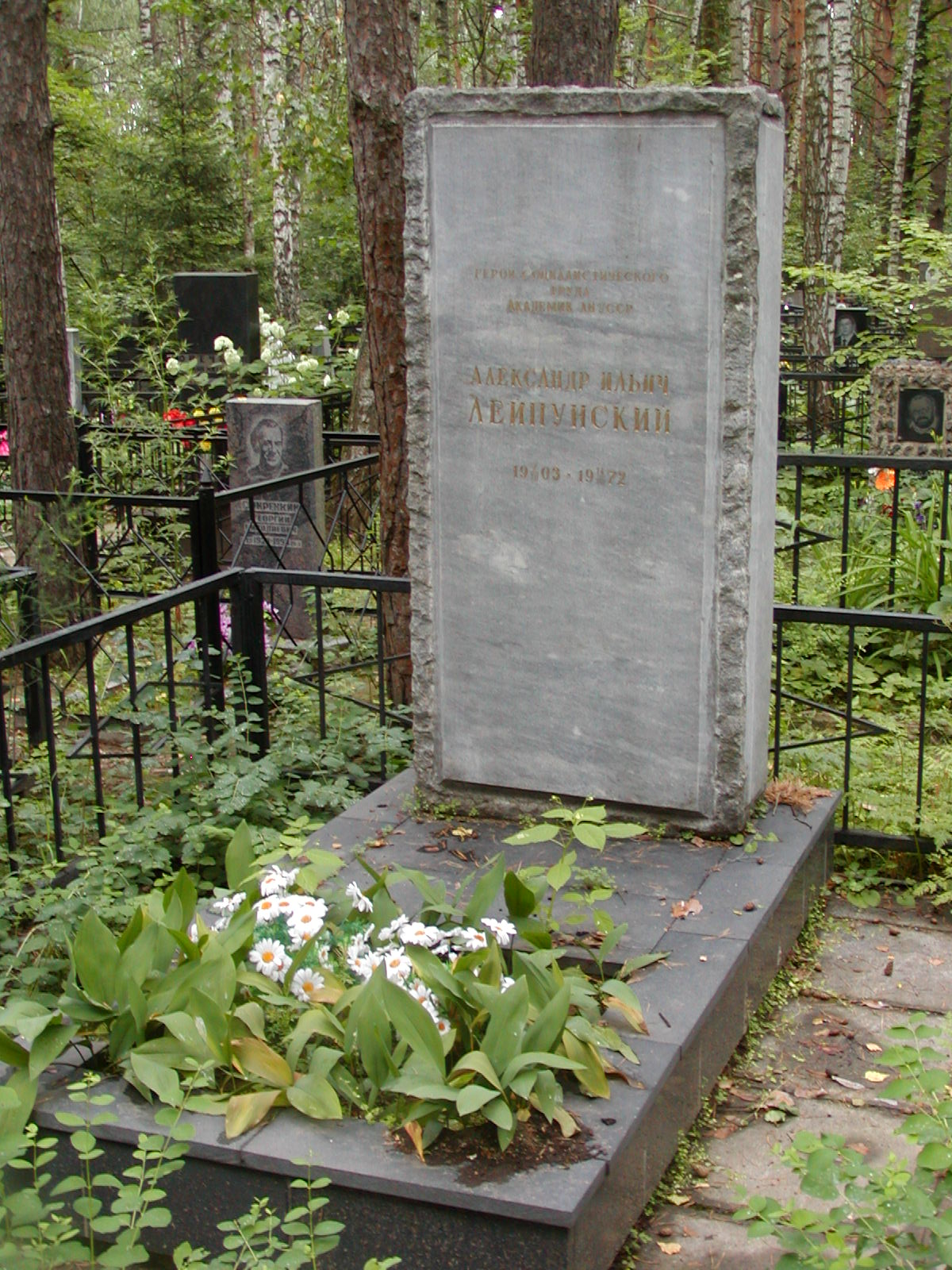
Tomba al cimitero Končalovskaja di Obninsk

Oltre alle precedenti cariche, dal 1946 era a capo della cattedra di Ingegneria all'Istituto di Fisica di Mosca, da cui proporrà per primo le idee di collider da lui chiamato nel 1946 synchrophasotron sulla base dell'esperienza accumulata dall'esperimento del 1932, dal reattore nucleare autofertilizzante l'anno successivo, e pubblicando diverse opere di fisica e ingegneria sui reattori termici, sulla tecnologia dei refrigeranti a metallo liquido e partecipando alla costruzione dei primi reattori a neutroni veloci industriali in Kazakistan, culminato nel 1973 con la messa in funzione del reattore veloce più potente del mondo, il BN-350, che combinava le funzioni di una centrale nucleare con un desalinizzatore d'acqua di mare. Fu inoltre l'organizzatore e il direttore della prima rivista di fisica sovietica in lingua straniera Physikalische Zeitschrift der Sowietunion (Giornale di fisica dell'Unione Sovietica, 1932).
Suo fratello Ovsej e sua sorella Dora furono anche loro fisici membri del progetto atomico sovietico; il primo oltre che ideatore della sintesi del diamante artificiale, e della base scientifico-metodologica della radiometria e dosimetria, e sviluppatore con Zel'dovič della teoria balistica dei lanciarazzi Katjuša, oltre che di combustibili solidi per razzi. La seconda fu responsabile del laboratorio segreto NII-9, che si occupava della tecnologia del plutonio e di dosimetria. Presso l'Istituto di Geofisica e Geochimica Nucleare e sviluppò un metodo per l'analisi quantitativa dell'attivazione neutronica per impiego minerario. Anche sua moglie, Antonina Fëdorovna Prichot'ko, fu fisico e direttore dell'Istituto di Fisica di Kiev.

## Onorificenze
Nel 1934 riceve la medaglia dell'Accademia Ucraina delle Scienze, la medaglia dell'Ordine del Distintivo d'Onore e tre medaglie dell'Ordine di Lenin; nel 1960 riceve il Premio Lenin, mentre nel 1963 viene insignito del titolo di Eroe del Lavoro Socialista.